# Selters (Taunus)
Selters település Németországban, Hessen tartományban. Lakosainak száma 8176 fő (2023. december 31.).

## Népesség
A település népességének változása:
| Lakosok száma | 7899 | 7952 | 7886 | 8092 | 8176 |
|               | 2017 | 2019 | 2021 | 2022 | 2023 |